# Rhodophaea
Rhodophaea is een geslacht van vlinders van de familie van de snuitmotten (Pyralidae).

## Soorten
- R. acrobasella Rebel, 1915
- R. advenella Zincken, 1818
- R. albirenalis Hampson, 1908
- R. basiferella Walker, 1866
- R. bouchirella Amsel, 1951
- R. confusella Walker, 1866
- R. chirazella Amsel, 1951
- R. dulcella Zeller, 1848
- R. duplicella Ragonot, 1890
- R. ebeniella Ragonot, 1888
- R. eburnella Amsel, 1954
- R. erastriella Ragonot, 1887
- R. farsella Amsel, 1950
- R. formosa (Haworth, 1811) - Veelkleurige lichtmot
- R. getuliella Zerny, 1914
- R. incertella Wileman
- R. infixella (Walker, 1866)
- R. injunctella Christoph, 1881
- R. iranalis Amsel, 1950
- R. khachella Amsel, 1950
- R. kurma Roesler & Kuppers, 1981
- R. legatella Hübner, 1796
- R. lella Chrétien, 1911
- R. lienpingialis Caradja, 1925
- R. malgachiella Roesler, 1981
- R. marmorea Haworth, 1811
- R. matsya Roesler & Kuppers, 1981
- R. minima Balinsky, 1994
- R. minorella Caradja, 1910
- R. narasinha Roesler & Kuppers, 1981
- R. nigralbella Hampson, 1899
- R. nigrisquamella Ragonot, 1887
- R. niveicinctella Ragonot, 1887
- R. notulella Ragonot, 1888
- R. pagmanalis Amsel, 1961
- R. persicella Amsel, 1951
- R. praefectella Zerny, 1935
- R. praestantella Lucas, 1955
- R. pseudomalazella Roesler, 1981
- R. pyrrhella Roesler, 1981
- R. quatra Balinsky, 1994
- R. ramosella Walker, 1866
- R. semistrigella Mabille, 1908
- R. semiustella Hampson, 1901
- R. senganella Amsel, 1950
- R. supposita Heinrich, 1940
- R. tokiella Ragonot, 1893
- R. vamana Roesler & Kuppers, 1981
- R. varaha Roesler & Kuppers, 1981
- R. xanthogramma Staudinger, 1870